# Jerod Ward
Jerod Davanta Ward (Jackson, Misisipi 5 de mayo de 1976) es un exjugador de baloncesto estadounidense. Con 2,06 metros de estatura, jugaba en la posición de pívot. Aunque durante su etapa juvenil era considerado una de las grandes promesas de su país, posteriormente no pudo ingresar a la NBA, desarrollando una carrera como jugador profesional en varios clubes repartidos entre Europa, Asia y América.

## Carrera deportiva
Ward descolló durante su etapa juvenil, siendo galardonado en 1994 con el Naismith Prep Player of the Year Award (distinción que antes habían recibido jugadores como Alonzo Mourning, Chris Webber y Jason Kidd), además de ser rankeado como el mejor jugador estadounidense de su clase por Parade, Slam y USA Today y ser invitado al McDonald's All-American Game.
Fue reclutado por la Universidad de Míchigan, confiando en que su presencia en los Wolverines renovaría la dinastía de los Fab Five que estaba camino a la extinción. Sin embargo sus tres primeros años con el equipo fueron poco destacados, mejorando su nivel de juego ofensivo y defensivo sólo en su última temporadas.
Se presentó al draft de la Continental Basketball Association en 1998, donde resultó elegido en la cuarta ronda por los Grand Rapids Hoops. En ese equipo jugaría un año y medio, pasando luego al Richmond Rhythm de la International Basketball League, sólo para terminar jugando con Los Angeles Stars en la temporada inaugural de la American Basketball Association. Durante esos años asistió a campos de entrenamiento de los San Antonio Spurs y los Golden State Warriors durante el periodo de pretemporada, pero no pudo quedarse como miembro de los respectivos planteles. 
A partir de 2001 comenzó a viajar por el mundo como jugador profesional. Compitió en la Euroliga, en la ABA Liga balcánica, la Legadue de Italia y la LNB Pro A de Francia, pero también en campeonatos de Filipinas, Líbano, Corea del Sur, Japón, China y Venezuela. En España llegó a jugar en la Liga ACB con el CB Granada, proclamándose campeón del Concurso de mates ACB en 2003, y años más tarde formó parte del CDB Amistad y Deporte de Alcázar de San Juan en la tercera y segunda categoría profesional, donde estuvo hasta su retiro a fines de 2011.